# Religión en la ciencia ficción

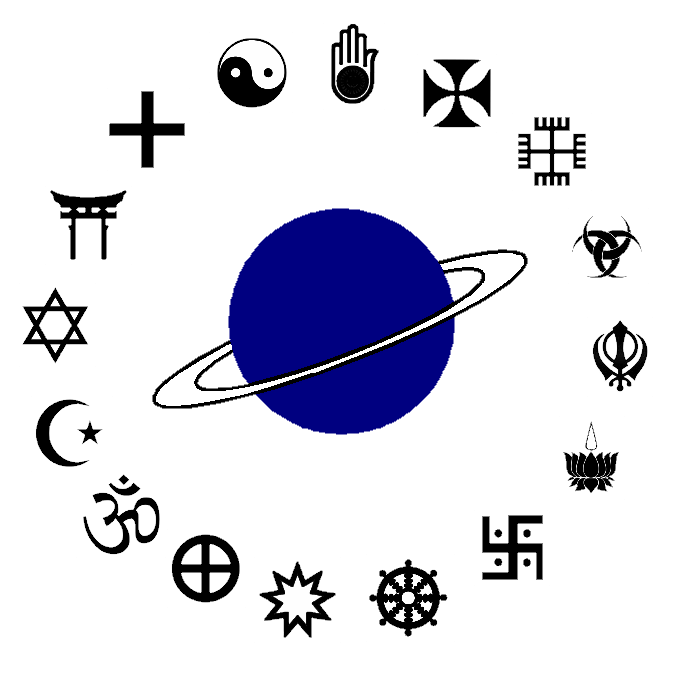
En diversas obras de ciencia ficción se exportan las creencias terrestres a otros planetas.

La religión, como un elemento más de la cultura humana, también se ha visto reflejada en la ciencia ficción, enfocada desde muy diversos puntos de vista según las intenciones de cada autor e incluso de sus propias creencias. 
Podemos encontrar autores que tratan la religión como una muestra cultural más, no diferente en esencia de cualquier otro elemento folclórico. Otros van más allá y enfocan la religión como un motor, un poder social y político que rinde trabajo a quien la maneja. Finalmente, también existen autores con sólidas creencias religiosas cuya fe impregna sus escritos. 
Se dan así varias formas de representar la religión en la ciencia ficción.

## La ciencia ficción como herramienta
Para Orson Scott Card, autor de la Saga de Ender , miembro de la Iglesia de Jesucristo de los Santos de los Últimos Días y uno de los más importantes escritores de ciencia ficción:

"La ficción especulativa y en concreto la ciencia ficción es el último baluarte de la literatura religiosa estadounidense."
Orson Scott Card, Mapas en un espejo.

Según el mismo autor, frente a la literatura tradicional, que evita estas cuestiones, la literatura especulativa sí aborda estos temas. Sin embargo, establece una diferencia entre la fantasía y la ciencia ficción. Según Card, la primera no puede abordar la especulación acerca de un motivo, ya que los dioses son algo real; la fantasía puede abordar el ámbito de lo mítico. Sin embargo,

"No ocurre lo mismo en la ciencia ficción. Sólo allí la búsqueda del diseñador sigue con vida, y el interrogante es explorado en honduras que resultarían imposibles a ningún otro género (...)."
Card, Op. Cit..

Afirma después que la obra de Isaac Asimov es profundamente religiosa ya que, según Card, la existencia del plan Seldon es una exploración por parte del buen doctor en la existencia de un motivo último en el universo, a pesar del conocido ateísmo de Asimov.
El autor Robert J. Sawyer afirmó en la conferencia del Premio UPC de 1999 que la nueva tarea para el género es:

"... abordar con duda metódica y racional a la propia religión, cuestionando aspectos que hasta el momento se consideraban exclusivos de su ámbito de influencia, ciencia ficción metafísica que no sólo cuestiona a las religiones sino que se atreve a buscar a Dios (o lo que el ser humano ha entendido como deidad) por su cuenta, sin apriorismos."
Robert J. Sawyer, 1999.

## Religión en la ciencia ficción
Puede haber diferentes grados de protagonismo del tema religioso dentro de la historia de ciencia ficción, dependiendo del grado de importancia que el autor le dé. Así, en algunas obras la religión es un elemento escénico sin más pretensiones que lograr una determinada ambientación, mientras que en otras se convierte en el eje fundamental de la misma.

### La religión como marco de la historia

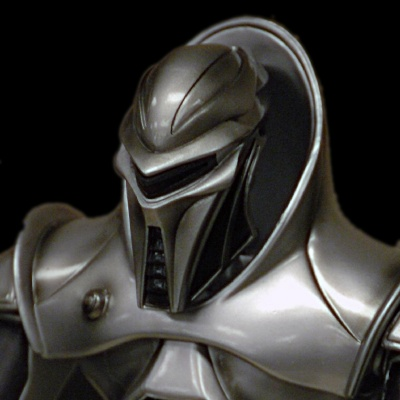
Centurión cylon en la serie de televisión Galáctica (2003), personajes que muestran un importante componente mesiánico.

La religión aparece como elemento de ambientación en Fundación (1951), en concreto en el relato Los alcaldes, publicado en Astounding Science Fiction ya en junio de 1942. En este pasaje, La Fundación se vale de la religión para dominar a los reinos que la rodean. Igualmente podría haberse valido de otros medios pero, como los propios protagonistas comentan, la religión estaba ahí, ellos sólo siguieron la línea de mínima resistencia. 
A pesar de ser un elemento accesorio (pues la historia no profundiza en ello) la religión (en concreto el cristianismo) es fundamental en el relato La estrella (1955) de Arthur C. Clarke. En él un grupo de exploradores espaciales llega a un sistema planetario que orbita los restos de una supernova. En uno de los planetas encuentran una cúpula en cuyo interior están almacenados para la posteridad los registros de una antigua raza extraterrestre. En estos registros pueden ver que una civilización avanzada, con un gran sentido artístico y una gracia suma. El final revela las dudas teológicas del protagonista, sacerdote católico y jesuita, cuando los cálculos astronómicos revelan sin lugar a dudas que la explosión de la supernova fue la estrella que guio a los reyes magos a Belén.
En el relato Cántico por Leibowitz, de Walter M. Miller (1955), tras un holocausto nuclear unos pocos monjes atesoran el saber de épocas pasadas con la esperanza de que en el futuro los legajos que conservan puedan ayudar a los sabios a reconstruir el mundo. La motivación, evidentemente, no es indagar acerca de la religiosidad del ser humano, sino trasladar a un futuro apocalíptico la estética medieval de los monjes escribas, perpetuando el saber generación tras generación.
Lo mismo ocurre en la primera temporada de la versión de 2003 de la serie de televisión Galáctica. Aquí, los cylon, pese a sus orígenes robóticos, mantienen la creencia de que son los nuevos hijos de Dios y que existe un plan divino que los conduce hacia la victoria. De esta forma, la religión les sirve de motivación y razón para exterminar a los humanos. 
Cabe destacar que los dos últimos ejemplos evolucionaron hacia obras en las que la religión sí tomaba más fuerza. El relato Cántico por Leibowitz se convirtió en 1960 en una novela que sí aborda la religión de una forma más profunda; Temporadas posteriores de Galáctica sí dieron un mayor peso a la religión, insuflando en los actos de los protagonistas una especie de predestinación y mesianismo, y guiando el argumento por el camino marcado por antiguas profecías de libros sagrados.

### La religión como objeto de crítica dentro de la historia

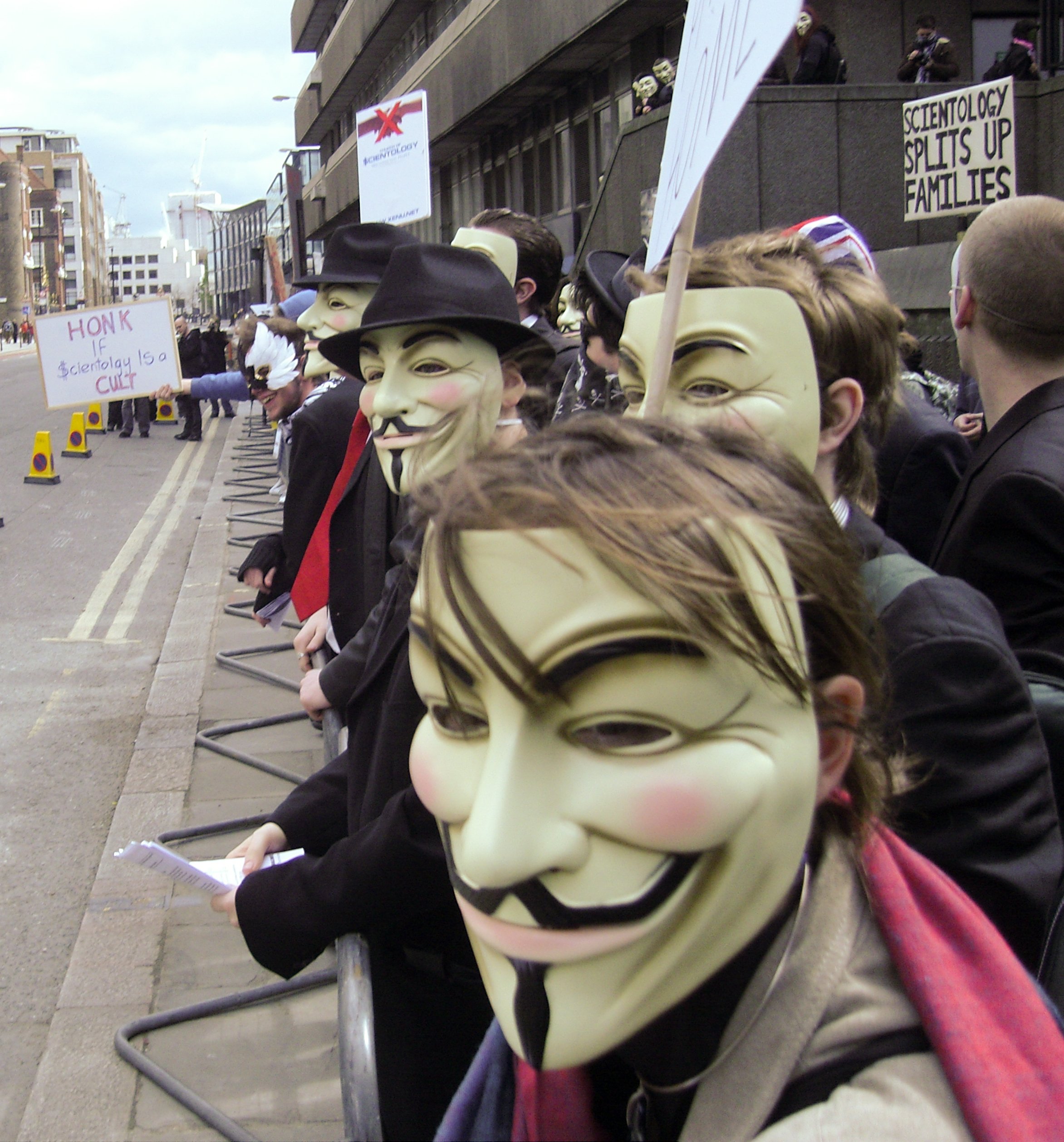
Manifstantes contra la Iglesia de la Cienciología portando máscaras de Guy Fawkes como las mostradas en V de Vendetta en 2008.

La ciencia ficción a menudo cumple el papel de espectador crítico de la sociedad. Puesto que la religión forma parte fundamental de la sociedad, no es de extrañar que la misma religión sea objeto de dicha crítica. No se trata de que la religión sea un simple marco, pues tiene cierta importancia dentro de la historia, pero tampoco es el eje de la misma, ya que la motivación de la obra no es religiosa.
Un ejemplo de esto lo tenemos en La guerra de los mundos (1898) de H. G. Wells. En esta novela el autor critica diferentes aspectos de la sociedad victoriana en la que vivía, como el colonialismo o la autocomplacencia. Uno de los episodios de la novela transcurre cuando un vicario sigue al protagonista. En este personaje, Wells representa al hombre débil que se abraza a la religión para dar sentido a su vida; cuando ésta no puede explicar la enormidad a la que se enfrenta, el vicario se desespera y enloquece. Esta visión fue suprimida en la adaptación al cine realizada en 1953, donde el cura nunca pierde la fe y el propio final remarca lo positivo del hecho religioso como última esperanza.
Más de una década anterior, uno de los relatos más famosos de Isaac Asimov, Anochecer (1941), daba una imagen poco favorable de la religión y en especial de su fanatismo y su vehemencia al rechazar la verdad científica. Asimov retrataba a aquellos que se refugiaban en la religión como última esperanza ante el miedo, como un tumulto influenciable por los dirigentes religiosos, más cerca de la animalidad que del raciocinio.
Esta misma representación de la religión como poder manipulador podemos verla en V de Vendetta. Tanto la novela gráfica, de Alan Moore y David Lloyd (1982 - 1988) como su versión cinematográfica, de los Hermanos Wachowski (2005) plantean un futuro distópico en el que dirigentes fascistas se han hecho con el poder. El escenario es sumamente crítico con muchos estamentos de la sociedad y, por supuesto, la religión (o, mejor dicho, la iglesia) es uno de ellos. Así, aparece como colaborador del gobierno un dirigente religioso, miembro del partido y pederasta, o eslóganes tales como "Unidad a través de la Fe. Fuerza a través de la unidad". Se denuncia así que la religión puede ser utilizada para dominar y dirigir a las masas, si bien el eje fundamental de la historia es mucho más amplio. En dicha obra se presenta a los judíos y musulmanes como minorías perseguidas.
En la obra de teatro distópica Fahrenheit 56K, de Fernando de Querol Alcaraz (2009), algunos personajes se reconocen explícitamente ateos y critican expresamente el dogmatismo religioso. Trazando paralelismos con la política, la sociedad dictatorial que se describe asume algunas de las características del fundamentalismo religioso, al menos en su retórica, hasta el punto de que uno de los principales funcionarios del Partido se llama "El Inquisidor".

### La religión como objeto fundamental de crítica
Algunas obras plantean en términos de ciencia ficción críticas directas a la religión. Es decir, la obra misma se convierte en una crítica directa a la religión o, más frecuentemente, a las iglesias que se valen de la religión para dominar o dividir a las personas.
En su obra La fábrica de Absoluto (1926) Karel Capek hace una dura crítica al fanatismo de las religiones. En su obra un ingeniero diseña un "carburador atómico" que desintegra la materia y deja como residuo fragmentos de divinidad en estado puro. Como efecto secundario, los hombres afectados por este residuo se vuelven capaces de obrar milagros. Algunos de ellos se vuelven profetas o Mesías y comienzan a luchar entre ellos hasta casi aniquilarse por completo. Los últimos capítulos son un claro alegato en favor de la tolerancia y en contra de los fanatismos.
Así, en Mesías (1965), Gore Vidal plantea un futuro en el que la humanidad ha sucumbido al poder de una secta, los "cavitas". El protagonista va narrando cómo los seguidores del predicador John Cave, van creciendo en número hasta que personajes oportunistas y poco escrupulosos se valen del carisma de Cave, creando una religión a su alrededor, escribiendo por él textos sagrados y manipulando la historia hasta fundar una religión que se expande por el mundo.
En El salvador de almas (1998), James Stevens-Arce plantea un escenario distópico en el que, con mucha ironía, hace una crítica feroz a las iglesias organizadas (en especial a los telepredicadores y a sus espectáculos de luz y sonido) y a la unión entre Iglesia y Estado.
Este excesivo poder social del hecho religioso y la misma corrupción que produce resulta ser un tema de moda en la ciencia ficción en español más reciente. Los relatos del Universo Corporativo de Eduardo Gallego y Guillem Sánchez, por ejemplo, Fortaleza de invicta castidad (2001), son un ejemplo de sátira displicente hacia un hipotético estado-religioso que parece un trasunto de la represión franquista. En Argentina, donde también se vivió una represión similar, encontramos a autores como Carlos Gardini, quien en Belcebú en llamas (2008) construye un escenario gargantuesco originado por el fanatismo religioso y que podría servir de denuncia a ciertas actitudes propiciadas por un indebido poder económico y político en manos de líderes religiosos.

## La religiosidad de los autores
La misma carga cultural que conlleva el haber sido expuesto a una religión determinada marca tendencias notables dentro de las obras de los autores. Un ejemplo claro lo tenemos en Orson Scott Card, cuyas creencias mormonas, aunque no se evidencian en sus relatos, sí marcan un punto de vista en los mismos en el que se resaltan con fuerza los valores familiares.
Trasladándonos a otro punto muy diferente del espectro, podemos analizar las obras japonesas, tan abundantes e influyentes en los géneros del manga y del anime. En muchas de ellas se deja traslucir los valores tradicionales japoneses, concretados en el culto del shinto, que declara que todas las cosas tienen un dios interior. Es ésta una suerte de animismo que está marcando profundamente al género del ciberpunk, donde la interacción hombre-máquina se vuelve espiritual. De igual manera, les es más fácil y natural a los autores japoneses imaginar una inteligencia artificial que cobra conciencia, algo evidenciado en uno de sus géneros de lucha predilecta, el mecha.

### Autores escépticos

Clarke en su oficina, en el año 2005.

Aunque en Fundación la religión es algo accesorio, el escepticismo de Asimov es bien patente; por una parte los dirigentes de la Fundación muestran su claro desagrado ante el hecho de utilizar algo tan burdo como la religión para manipular a la muchedumbre. Incluso el mismo Asimov, como narrador, no puede evitar decir que "a diferencia de las de la religión, las profecías de la ciencia se cumplen".
Otro ejemplo claro de escepticismo en un autor lo constituye Arthur C. Clarke, quien manifestaba, no sin ironía, que:

"No creo en Dios, pero estoy muy interesado en ella"
Arthur C. Clarke.

"Defenderé la libertad de consentir que los adultos creacionistas practiquen cualquier perversión intelectual que deseen en el interior de sus hogares; pero es también necesario proteger a los jóvenes e inocentes"
Arthur C. Clarke.

De esta forma, el relato La estrella no debe ser enfocado como un intento de Clarke de profundizar en temas puramente religiosos, sino que enfatiza los problemas que a un creyente puede acarrear que un presunto milagro resulte ser un fenómeno natural, explicable de forma racional e, irónicamente, terrible en sus consecuencias.
Asimov y Clarke no son los únicos autores escépticos. Además de ellos están autores de la talla de H.G. Wells, Stanislaw Lem, Kurt Vonnegut, Harlan Ellison o Bruce Sterling, entre otros.

### Autores creyentes

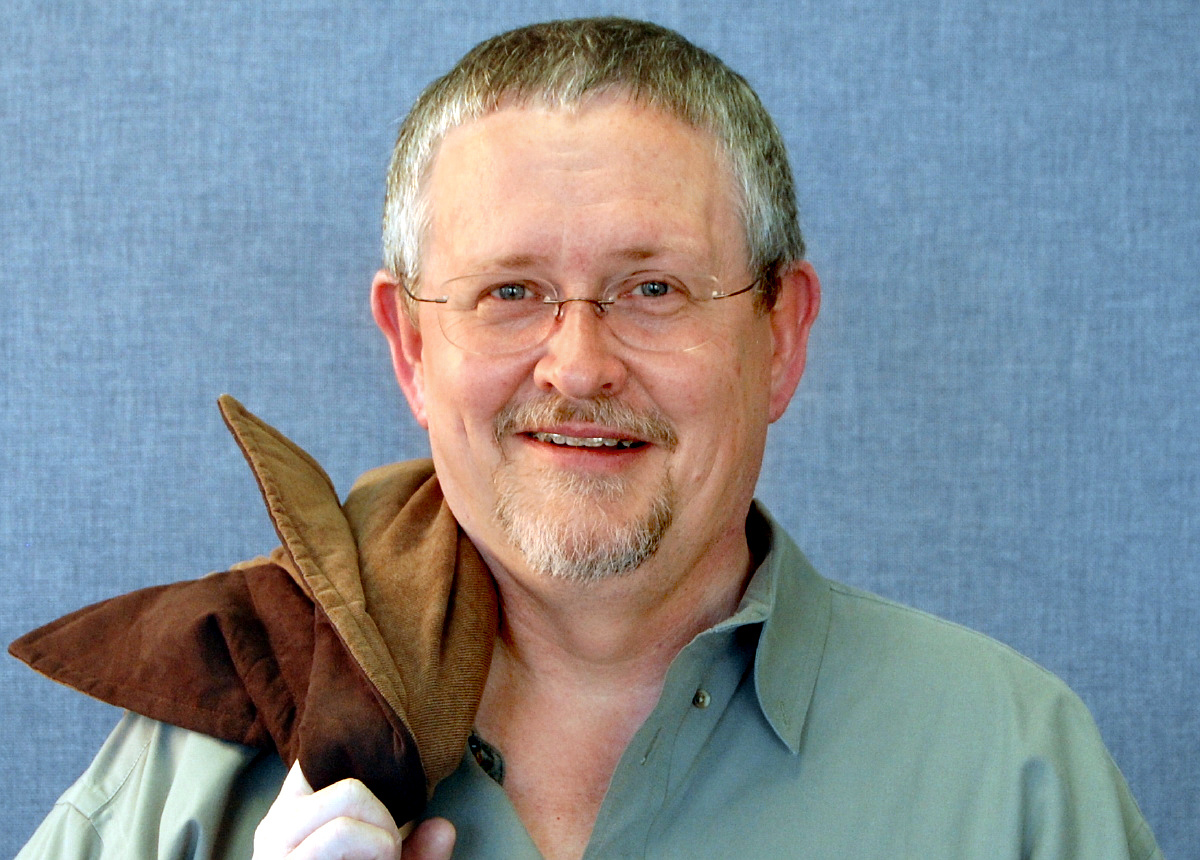
Card en 2008.

En el extremo opuesto, podemos encontrar autores como Orson Scott Card, educado en el seno de una comunidad mormona y de profundas creencias religiosas. Este hecho se puede percibir en alguna de sus obras en la importancia que da a determinados temas como, por ejemplo, la memoria de los muertos. 
El relato original El juego de Ender (1977) finalizaba con la victoria de la Tierra sobre los insectores, una derrota tan absoluta que acaba con el genocidio de la raza extraterrestre. Sin embargo, este final debió resultarle terrible a Card, hasta el punto de que en la versión novelada del relato, al final Ender contacta con una crisálida de reina insectora y emprende un viaje en busca de un lugar donde regenerar la especie muerta. Este viaje es el eje de novelas posteriores de la saga como, por ejemplo, La voz de los muertos (1986).
Algo similar ocurre en Sagrado, del mismo autor, (1980): aunque el protagonista insiste en que es un hombre racional y que no cree en una vida futura, insiste en ser enviado a un mundo donde los hombres que lo aprecian se tomen la molestia de llevar a cabo ritos sagrados tras su muerte. No porque crea en una vida ultramundana, sino por las connotaciones de honor que ello conlleva.
Un caso que merece especial consideración es de Philip K. Dick. El 2 de febrero de 1974 y como consecuencia de sus abusos con las drogas Dick sufrió una serie de episodios sicóticos en los que creyó entrar en contacto con una especie de inteligencia superior (si bien posteriormente aseguró que se trataba de un satélite que usaba rayos para comunicarse con la gente de la Tierra). Dick llamó a este ente SIVAINVI y le dedicó un diario de un millón de palabras. Aunque, contra toda evidencia, el autor siempre mantuvo que las drogas no habían influido en su producción literaria, resulta difícil creer que esta experiencia (o cualquiera que fuera la forma de enfermedad mental que la produjo) no se hallara relacionada con las dudas acerca de la realidad que alimentaron buena parte de sus novelas y relatos.
Otro importante autor de ciencia ficción y creyente en una religión fue Frank Herbert autor de la saga Dune y budista.